# 前田祐吉
前田 祐吉（まえだ ゆうきち、1930年9月22日 - 2016年1月7日）は、日本のアマチュア野球選手、野球指導者。慶應義塾大学野球部で選手、監督を務めた。

## 経歴
高知県高知市出身。高知県立高知城東中学校のエースとして戦後初となる1946年夏の甲子園に出場。これは高知県勢で春夏通じて初めての全国大会出場だった（この年甲子園球場はGHQが接収中のため、阪急西宮球場で開催）。1回戦で芦屋中を降すが、続く2回戦で松本市立中に敗退。翌1947年春の選抜にも出場。2回戦では田辺中の岩本尭との投手戦となるが延長11回サヨナラ勝ち。3回戦では引地信之のいた下関商を降す。準決勝では小倉中の福嶋一雄と投げ合うが0-1で惜敗。同年夏は県予選を勝ち抜くが、四国大会準決勝で志度商に敗退し、甲子園には出場できなかった。
1949年に慶應義塾大学へ入学。東京六大学野球リーグでは在学中3回の優勝を経験。平古場昭二、河合貞雄らとともに投手陣を支える。1950年春季リーグでは防御率0.00を達成。投手として10試合に登板し2勝1敗、外野手としても起用された。卒業後は社会人野球のニッポンビール（現在のサッポロビール）に進み、投手、外野手を兼ねて活躍。1954年の都市対抗では四番打者として起用される。1回戦で先発し四国鉄道管理局を降すが、2回戦で全鐘紡に敗退。その後は主に外野手として活躍し、1957年の都市対抗では準々決勝に進むが、またも全鐘紡に敗れた。
1960年に慶大の第9代監督に就任、同年秋に早慶六連戦を指揮。1965年まで6年の任期中に東京六大学野球リーグ優勝3回。
その後1982年に2度目の監督就任。当時の慶大は前年に東大に勝ち点を献上するなど最下位に沈み、まさにどん底にあった。チームの再建を期待された前田は選手の個性を巧みに引き出し、就任4年目の1985年秋季リーグ戦でチーム2度目の10勝無敗優勝、明治神宮野球大会でも初優勝を果たし見事にチームを復活させた。2度目の任期は1993年までの12年に及び、リーグ優勝5度。1987年には全日本大学野球選手権大会で優勝した。
日本学生野球協会などの役員を歴任、アマチュア球界の重鎮としても知られた。
2016年1月7日午後、肺炎のために神奈川県川崎市高津区の病院にて死去。85歳没。
没後の2020年1月14日、野球殿堂表彰者（特別表彰部門）に選出された。高知県出身者では初の野球殿堂入りである。前田の野球殿堂表彰式は新型コロナウイルス感染症問題により2020年東京六大学野球春季リーグ戦が延期され、本来表彰式が予定されていたプロ野球オールスターゲームが中止されたことにより、2020年8月15日、史上初となった真夏かつ終戦記念日の早慶戦の開始に先立って明治神宮野球場にて執り行われた。

## 石井連藏との関係
早大監督を務めた石井連藏との関係は宿命ともいえるものである。早慶六連戦ではともに監督を務め青年監督対決として注目を集めたほか、互いの監督任期が二度とも重なっている。
近年では1990年の春のリーグ戦において、勝った方が優勝の大一番「早慶V決戦」は、早慶戦史上に残る名勝負を展開した。早慶両校とも2度監督を務めたのは前田と石井だけであり、2度目の監督就任当時チームが低迷しており、再建役として就任したことも共通している。
奇しくも前田と石井は2020年、揃って日本の野球殿堂入りを果たすこととなった。

## キャリア・経歴
- 全日本大学野球選手権大会優勝監督
- 明治神宮野球大会優勝監督
- 日米大学野球選手権大会日本代表監督